# Tapiratiba
Tapiratiba é um município do estado de São Paulo, no Brasil. Sua população estimada em 2024 pelo IBGE era de 11.936 habitantes. Foi fundada como município em 1929, emancipando-se de Caconde. O município é formado somente pelo distrito sede, que inclui o bairro rural de Itaiquara.

## Topônimo
"Tapiratiba" é um nome de origem tupi que significa "morada das tapir", pela junção dos termos tapira (anta, mamífero) e tiba (morada, ajuntamento).
Seu nome anterior era Soledade, mas como havia quatro localidades homônimas no país, e não se querendo denominar a localidade "Soledade Paulista", deram-lhe o nome de Tapiratiba.

## História
Segundo vários moradores do município, aqui chegaram, procedentes da freguesia de Caconde, Domiciano José de Sousa, e família, que vieram em companhia de Vigilato José Dias. Domiciano José de Sousa, natural de Ibiturana, no estado de Minas Gerais nasceu em 1842, chegando na região durante o ano de 1870, aproximadamente, movido pela cobiça de ouro. Reuniu logo seus escravos, tratando imediatamente da exploração das terras, e mesmo de seu desbravamento. Demonstrando possuir conhecimento, e invulgar inteligência, projeta-se Domiciano José de Sousa no cenário político da Freguesia de Caconde, onde foi eleito por várias vezes juiz municipal, sendo também agraciado, com todos os méritos, pelo presidente da Província, com a patente de capitão das Ordenanças do Termo de Vila de Moji-Mirim da Freguesia de Caconde.
Domiciano José de Sousa não parava, e seus ideais de desbravador aumentavam dia a dia, até que, delineando o futuro promissor da cultura do café, em companhia de Vigilato José Dias, embrenha-se sertão a dentro. Deparando então com terras promissoras, neste município, fundou as Fazendas Soledade e Bica de Pedra. Com o falecimento dos dois desbravadores, a fazenda Soledade passou ao genro de Domiciano, Tomás José Dias, enquanto que a Fazenda Bica de Pedra teve como sucessor o Capitão Indalécio.
Em 1897, Tomás José Dias, casado com Da Carolina de Almeida e Silva, filha de Domiciano José de Sousa, doava 20 alqueires de terras da Fazenda Soledade à Paróquia Nossa Senhora da Aparecida. Em 1898 era então construída por Tomás José Dias e Carolina de Almeida e Silva a primeira Capela, denominada Capela Nossa Senhora Aparecida.
Na Fazenda Soledade, poucas eram as construções existentes, pois Tomás José Dias não vinha precedido de ideias progressistas. Já na Fazenda Bica de pedra, quando administrada por Vigilato José Dias, várias foram as construções ali realizadas, como também certos melhoramentos, como sede da Fazenda, construção das mais sólidas (até hoje existente), engenhos de serra e várias casas de colonos. 
Em 6 de dezembro de 1906, por Lei Estadual nº 1.028, o distrito de Soledade passou a denominar-se Tapiratiba. Em 27 de dezembro de 1928, por força da Lei Estadual nº 2.329, era criado o município de Tapiratiba, cuja instalação verificou-se em 27 de abril de 1929. Tapiratiba teve a sua primeira Câmara Municipal instalada em 27 de abril de 1929.

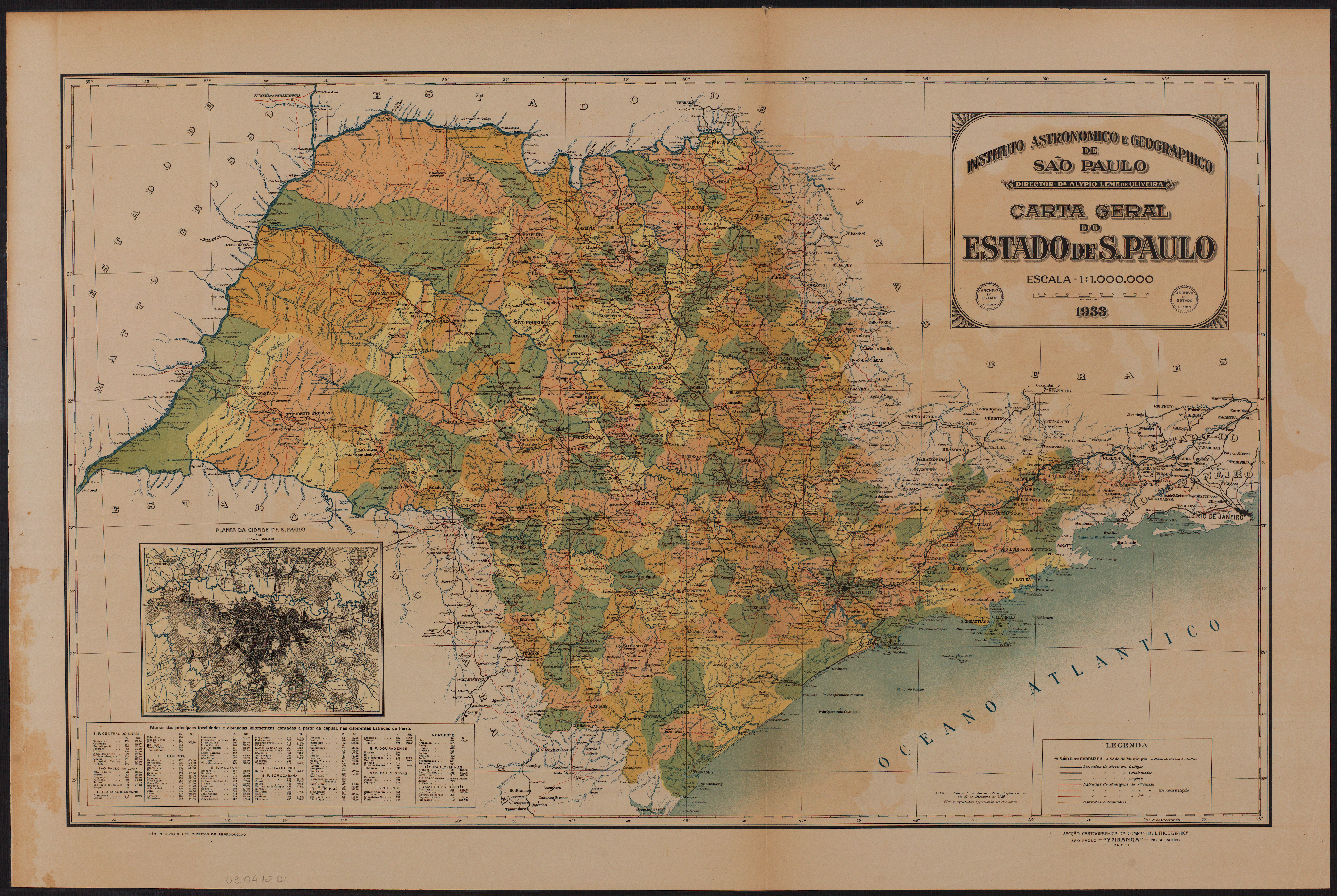
Estado de São Paulo (1933).

## Geografia
Localiza-se a uma latitude 21º28'06" sul e a uma longitude 46º44'55" oeste, estando a uma altitude de 760 metros. Possui uma área de 220,575 km².

### Hidrografia
- Rio Pardo, ribeirão Soledade, rio Conceição, rio Guaxupé, córrego Areias, córrego Macaúbas.

### Rodovias
- SP-350
- SP-253

## Demografia

### População
| Crescimento populacional                             | Crescimento populacional | Crescimento populacional | Crescimento populacional |
| Ano                                                  | População Total          |                          | %±                       |
| ---------------------------------------------------- | ------------------------ | ------------------------ | ------------------------ |
| 1929                                                 | 16 491                   |                          | —                        |
| 1934                                                 | 8 849                    |                          | −46,3%                   |
| 1937                                                 | 9 461                    |                          | 6,9%                     |
| 1940                                                 | 9 841                    |                          | 4,0%                     |
| 1946                                                 | 12 645                   |                          | 28,5%                    |
| 1950                                                 | 9 245                    |                          | −26,9%                   |
| 1958                                                 | 9 973                    |                          | 7,9%                     |
| 1960                                                 | 9 818                    |                          | −1,6%                    |
| 1970                                                 | 9 283                    |                          | −5,4%                    |
| 1980                                                 | 9 867                    |                          | 6,3%                     |
| 1991                                                 | 11 799                   |                          | 19,6%                    |
| 2000                                                 | 12 942                   |                          | 9,7%                     |
| 2010                                                 | 12 737                   |                          | −1,6%                    |
| 2022                                                 | 11 816                   |                          | −7,2%                    |
| Est. 2024                                            | 11 936                   | [ 9 ]                    | 1,0%                     |
| Fontes: Censos Demográficos IBGE e Estimativas SEADE |                          |                          |                          |

## Política e administração

### Subdivisões
São Francisco, Santa Clara, Santa Deolinda, Jardim Eulampio Pedrosa, João Caixeta, Jardim José Scaff, Vila Mariana, Jardim Doutor Beca, Vila Santo Antônio, Jardim Soledade, Jardim Urbano Brochi I e II, Jardim Mario Covas, Jardim Renascer, bairro rural de Itaiquara.

## Economia
Tapiratiba possui um parque industrial com fábricas de bola e artigos esportivos, com isso foi conhecida como capital da bola. Hoje a cidade possui poucas fábricas de artigos esportivos e um comércio fraco, sendo totalmente dependente da usina e fazenda de cana de açúcar Itaiquara, possui uma fazenda de propriedade de Olavo Barbosa, a Fazenda e Laticínio Bela Vista.

## Infraestrutura

### Comunicações
O sistema de telefones automáticos foi inaugurado na cidade em 1982 pela Telecomunicações de São Paulo (TELESP), que também implantou o sistema de discagem direta à distância (DDD) em 1987 com o código de área (0196).
Na década de 90 o código DDD da cidade foi alterado para (019), para padronização do sistema telefônico com a telefonia celular que estava sendo implantada em todo o estado.

### Praças
As praças que mais se destacam no município são:
- Nossa Senhora da Conceição - principal praça da cidade, onde se localiza o palco acústico e uma fonte. Lá ocorreu por muito tempo o carnaval da cidade, que atualmente se realiza no centro esportivo caixetão.
- Dona Esméria do Valle Figueiredo - também conhecida por Praça da Igreja, lá se localiza a matriz de Nossa Senhora Aparecida. A praça está dividida em três, uma com a fonte luminosa, outra com painel da cidadania e a maior onde fica a matriz. Em seus arredores, fica a câmara municipal, o gabinete do prefeito junto ao centro cultural, a escola Monsenhor João Luis do Prado, o Centro Pastoral Dom Tomás Vaquero e vários comércios.
- Brasil Quinhentos Anos- Feita em homenagem ao quincentenário do descobrimento do Brasil, a praça divide a Vila Santo Antônio do Jardim Soledade. Um grande mapa do Brasil em relevo está desenhado em boa parte dela. O número quinhentos também é característica deste local.

Foi inaugurada, em 24 de outubro de 2010, a Praça Antonio Delfino de Sousa, no bairro Renascer, existindo no local um parque infantil.

## Religião

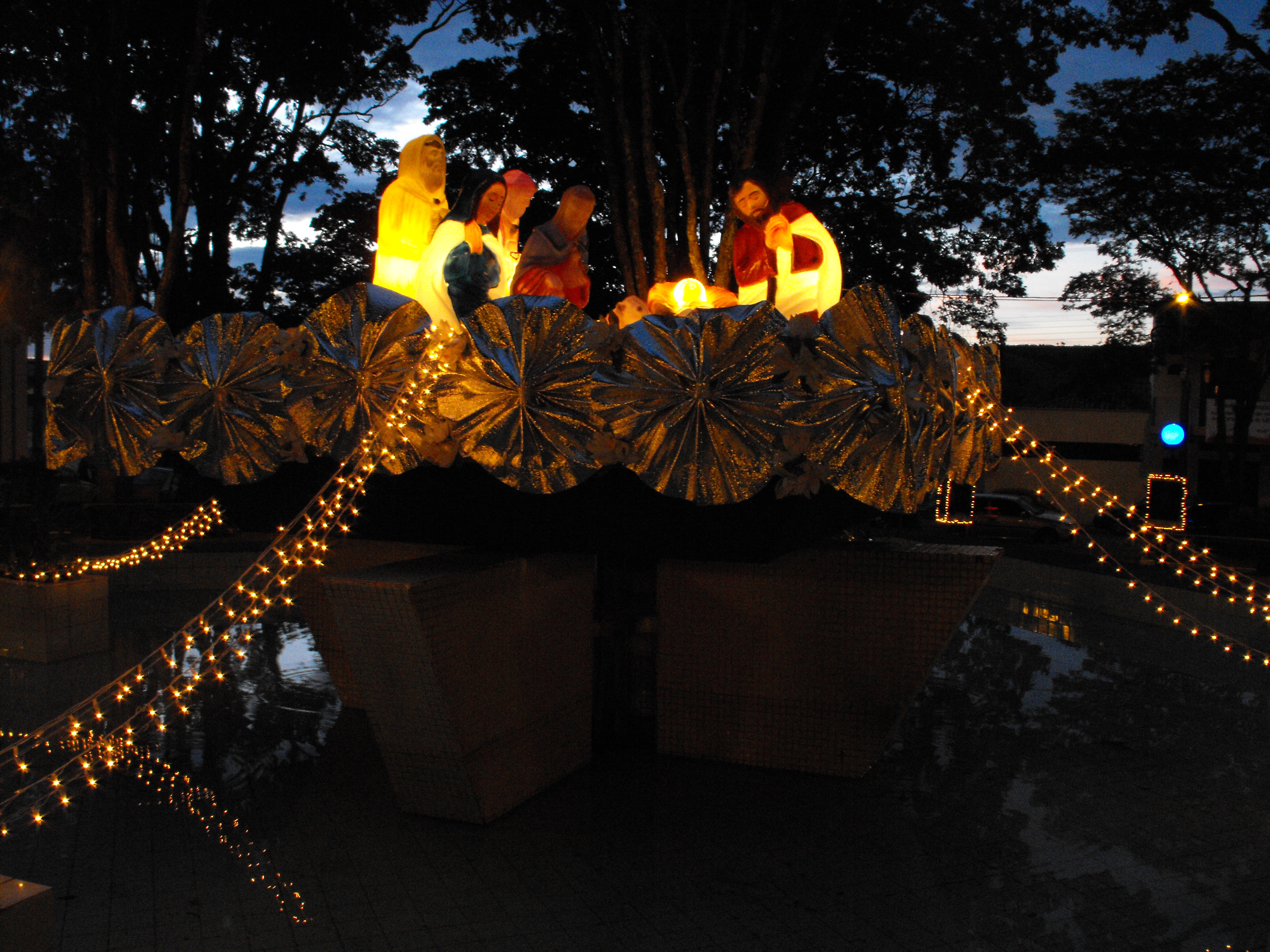
Presépio de Tapiratiba.

O Cristianismo se faz presente na cidade da seguinte forma:

### Igreja Católica
O município pertence à Diocese de São João da Boa Vista. Há cinco igrejas na cidade: a Matriz de Nossa Senhora Aparecida, a de São Francisco, a do Sagrado Coração de Jesus, a dos Santos Reis e a da Mãe Rainha.

### Igrejas Evangélicas
Entre as igrejas protestantes históricas, pentecostais e neopentecostais, encontram-se na cidade:
- Assembleia de Deus Ministério do Belém.[19][20]
- Congregação Cristã no Brasil.[21]
- Igreja Pentecostal Deus é Amor
- Assembleia de Deus Ministério de Missões
- Igreja Mundial do Reino de Deus
- Igreja Adventista do Sétimo Dia
- Igreja Cristo Salva
- Igreja do Evangelho Quadrangular
- Assembleia de Deus Min. São Bernardo do Campo